# ビット (チーズ)
ビット (Bitto) はイタリアのDOP指定チーズである。
原産地はロンバルディア州のソンドリオ県とベルガモ県の渓谷地帯。
6月 - 9月くらいまで、標高1500メートル以上の高地で放牧した牛の乳で作る。あるいは羊乳、山羊乳と牛乳とを混ぜたものから作る。火を半分通した硬質チーズで、フォンティーナやモンタジオに似ている。34 - 37 ℃に熱し、レンネットを入れて30分ほどで凝固させる。カードを刻み、50 - 56 ℃に熱した後、浸し、プレスして塩を加え25 - 40日ほど乾蔵するとテーブル・チーズとして食用になる。摺り下ろして調理に用いる熟成には2年を要する。
産地の農家は30 - 40軒で、放牧の期間、朝8時と夕方5時に牛の乳を搾り一日に2回チーズを作る。放牧牛の牛乳は、高山に生えている植物の味が風味になり、コクのある複雑な味を醸す抜群に美味しいチーズができる。放牧牛は、牧草を食べつくすとさらに高地に登り、この4ヶ月をかけて、酪農家は標高2500メートルまで移動する。その時の生活は牛の行くまま動くままとなる。そのため酪農家は高地に2 - 3軒の家を持ち、牛の移動にあわせ移り住む。